# Anderlues
Anderlueslà một đô thị ở tỉnh Hainaut. Tại thời điểm ngày 1 tháng 1 năm 2006, Anderlues có dân số 11.578 người. Tổng diện tích là 17,02 km² với mật độ dân số là 680 người trên mỗi km². Mã bưu chính là 6150.